# Bieg na 1500 metrów
Bieg na 1500 metrów – lekkoatletyczna konkurencja biegowa, zaliczana do biegów średnich. Na otwartym stadionie zawodnicy biegną najpierw 300 m. odcinek, a później trzy pełne okrążenia stadionu.
Powstanie tego nietypowego dystansu (3 i 3/4 okrążenia stadionu) wiążą się z początkami lekkoatletyki na kontynencie europejskim, gdzie biegano na bieżni o długości 500 m. Za to w krajach anglojęzycznych popularny był jeszcze w 2. połowie XX wieku bieg na milę.
Bieg na 1500 m mężczyzn pojawił się już w programie olimpijskim pierwszych igrzysk w Atenach. Za to kobiety biegają 1500 m na Igrzyskach dopiero od 1972. W programie mistrzostw Europy bieg na 1500 m rozgrywany jest od 1934 (I ME) dla mężczyzn i od 1969 (IX ME) dla kobiet.

## Najlepsi zawodnicy wszech czasów

### mężczyźni
Poniższa tabela przedstawia listę 10 najlepszych biegaczy na 1500 m w historii tej konkurencji (stan na 20 czerwca 2025 r.)
- zobacz więcej na stronach World Athletics

### kobiety
Poniższa tabela przedstawia listę 10 najlepszych biegaczek na 1500 m w historii tej konkurencji (stan na 5 lipca 2025 r).
- zobacz więcej na stronach World Athletics

## Najlepsi zawodnicy wszech czasów w hali

### mężczyźni
Poniższa lista przedstawia 10 najszybszych zawodników na 1500 metrów w hali (stan na 13 lutego 2025 r.)
- zobacz więcej na stronach World Athletics

### kobiety
Poniższa lista przedstawia 10 najszybszych zawodniczek na 1500 metrów w hali (stan na 6 lutego 2024 r.)
- zobacz więcej na stronach World Athletics

## Chronologia rekordu świata w biegu na 1500 metrów

### Mężczyźni[1]
| Wynik   | Zawodnik            | Reprezentacja     | Data                     | Miejsce        |
| ------- | ------------------- | ----------------- | ------------------------ | -------------- |
| 3:55,8h | Abel Kiviat         | Stany Zjednoczone | 6 sierpnia 1912(dts)     | Cambridge      |
| 3:54,7h | John Zander         | Szwecja           | 5 sierpnia 1917(dts)     | Sztokholm      |
| 3:52,6h | Paavo Nurmi         | Finlandia         | 19 czerwca 1924(dts)     | Helsinki       |
| 3:51,0h | Otto Peltzer        | Niemcy            | 11 września 1926(dts)    | Berlin         |
| 3:49,2h | Jules Ladoumègue    | Francja           | 5 października 1930(dts) | Paryż          |
| 3:49,2h | Luigi Beccali       | Włochy            | 9 września 1933(dts)     | Turyn          |
| 3:49,0h | Luigi Beccali       | Włochy            | 17 września 1933(dts)    | Mediolan       |
| 3:48,8h | Bill Bonthron       | Stany Zjednoczone | 30 czerwca 1934(dts)     | Milwaukee      |
| 3:47,8h | Jack Lovelock       | Nowa Zelandia     | 6 sierpnia 1936(dts)     | Berlin         |
| 3:47,6h | Gunder Hägg         | Szwecja           | 10 sierpnia 1941(dts)    | Sztokholm      |
| 3:45,8h | Gunder Hägg         | Szwecja           | 17 lipca 1942(dts)       | Sztokholm      |
| 3:45,0h | Arne Andersson      | Szwecja           | 17 sierpnia 1943(dts)    | Göteborg       |
| 3:43,0h | Gunder Hägg         | Szwecja           | 7 lipca 1944(dts)        | Göteborg       |
| 3:43,0h | Lennart Strand      | Szwecja           | 15 lipca 1947(dts)       | Malmö          |
| 3:43,0h | Werner Lueg         | RFN               | 29 czerwca 1952(dts)     | Berlin         |
| 3:42,8h | Wes Santee          | Stany Zjednoczone | 4 czerwca 1954(dts)      | Compton        |
| 3:41,8h | John Landy          | Australia         | 21 czerwca 1954(dts)     | Turku          |
| 3:40,8h | Sándor Iharos       | Węgry             | 28 lipca 1955(dts)       | Helsinki       |
| 3:40,8h | László Tábori       | Węgry             | 6 września 1955(dts)     | Oslo           |
| 3:40,8h | Gunnar Nielsen      | Dania             | 6 września 1955(dts)     | Oslo           |
| 3:40,6h | István Rózsavölgyi  | Węgry             | 3 sierpnia 1956(dts)     | Tata           |
| 3:40,2h | Olavi Salsola       | Finlandia         | 11 lipca 1957(dts)       | Turku          |
| 3:40,2h | Olavi Salonen       | Finlandia         | 11 lipca 1957(dts)       | Turku          |
| 3:38,1h | Stanislav Jungwirth | Czechosłowacja    | 12 lipca 1957(dts)       | Stará Boleslav |
| 3:36,0h | Herb Elliott        | Australia         | 28 sierpnia 1958(dts)    | Göteborg       |
| 3:35,6h | Herb Elliott        | Australia         | 6 września 1960(dts)     | Rzym           |
| 3:33,1h | Jim Ryun            | Stany Zjednoczone | 8 lipca 1967(dts)        | Los Angeles    |
| 3:32,2h | Filbert Bayi        | Tanzania          | 2 lutego 1974(dts)       | Christchurch   |
| 3:32,1h | Sebastian Coe       | Wielka Brytania   | 15 sierpnia 1979(dts)    | Zurych         |
| 3:32,1h | Steve Ovett         | Wielka Brytania   | 15 lipca 1980(dts)       | Oslo           |
| 3:31,36 | Steve Ovett         | Wielka Brytania   | 27 sierpnia 1980(dts)    | Koblencja      |
| 3:31,24 | Sydney Maree        | Stany Zjednoczone | 28 sierpnia 1983(dts)    | Kolonia        |
| 3:30,77 | Steve Ovett         | Wielka Brytania   | 4 września 1983(dts)     | Rieti          |
| 3:29,67 | Steve Cram          | Wielka Brytania   | 16 lipca 1985(dts)       | Nicea          |
| 3:29,46 | Saïd Aouita         | Maroko            | 23 sierpnia 1985(dts)    | Berlin         |
| 3:28,86 | Noureddine Morceli  | Algieria          | 6 września 1992(dts)     | Rieti          |
| 3:27,37 | Noureddine Morceli  | Algieria          | 12 lipca 1995(dts)       | Nicea          |
| 3:26,00 | Hicham El Guerrouj  | Maroko            | 14 lipca 1998(dts)       | Rzym           |

### Kobiety[2]
| Wynik   | Zawodniczka          | Reprezentacja   | Data                      | Miejsce   |
| ------- | -------------------- | --------------- | ------------------------- | --------- |
| 4:17,3h | Anne Smith           | Wielka Brytania | 3 czerwca 1967(dts)       | Londyn    |
| 4:15,6h | Mia Gommers          | Holandia        | 24 października 1967(dts) | Sittard   |
| 4:12,4h | Paola Pigni          | Włochy          | 2 lipca 1969(dts)         | Mediolan  |
| 4:10,7h | Jaroslava Jehličková | Czechosłowacja  | 20 września 1969(dts)     | Ateny     |
| 4:09,62 | Karin Burneleit      | NRD             | 15 sierpnia 1971(dts)     | Helsinki  |
| 4:06,9h | Ludmiła Bragina      | ZSRR            | 18 lipca 1972(dts)        | Moskwa    |
| 4:06,47 | Ludmiła Bragina      | ZSRR            | 4 września 1972(dts)      | Monachium |
| 4:05,07 | Ludmiła Bragina      | ZSRR            | 7 września 1972(dts)      | Monachium |
| 4:01,38 | Ludmiła Bragina      | ZSRR            | 9 września 1972(dts)      | Monachium |
| 3:56,0h | Tatjana Kazankina    | ZSRR            | 28 czerwca 1976(dts)      | Podolsk   |
| 3:55,0h | Tatjana Kazankina    | ZSRR            | 6 lipca 1980(dts)         | Moskwa    |
| 3:52,47 | Tatjana Kazankina    | ZSRR            | 13 sierpnia 1980(dts)     | Zurych    |
| 3:50,46 | Qu Yunxia            | Chiny           | 11 września 1993(dts)     | Pekin     |
| 3:50,07 | Genzebe Dibaba       | Etiopia         | 17 lipca 2015(dts)        | Monako    |
| 3:49,11 | Faith Kipyegon       | Kenia           | 2 czerwca 2023(dts)       | Florencja |
| 3:49,04 | Faith Kipyegon       | Kenia           | 7 lipca 2024(dts)         | Paryż     |

## Polscy finaliści olimpijscy (1-8)

### mężczyźni
- 6. Witold Baran 3:40,3 1964
- 7. Henryk Szordykowski 3:46,69e 1968
- 8. Michał Rozmys 3:32,67 2020

### kobiety
- 5. Lidia Chojecka 4:06,42 2000
- 6. Anna Jakubczak 4:06,49 2000
- 6. Lidia Chojecka 3:59,27 2004
- 7. Małgorzata Rydz 4:01,91 1992
- 7. Anna Jakubczak 4:00,15 2004
- 8. Małgorzata Rydz 4:05,92 1996

## Polscy finaliści mistrzostw świata (1-8)

### mężczyźni
- 3. Marcin Lewandowski 3:31,46 2019

### kobiety
- 5. Sofia Ennaoui 4:01,43 2022
- 5. Lidia Chojecka 4:06,70 2001
- 6. Anna Brzezińska 4:05,65 1995
- 7. Anna Brzezińska 4:08,11 1993
- 7. Anna Jakubczak 4:04,40 1999
- 7. Anna Jakubczak 4:03,38 2005
- 7. Lidia Chojecka 4:07,17 2009
- 8. Małgorzata Rydz 4:05,52 1991
- 8. Lidia Chojecka 4:08,64 2007

## Polacy w dziesiątkach światowych tabel rocznych

### mężczyźni
- 1929 – 10. Stanisław Petkiewicz, 3:59,0
- 1930 – 4. Stanisław Petkiewicz, 3:57,6
- 1930 – 6. Janusz Kusociński, 3:56,4
- 1932 – 9. Janusz Kusociński, 3:54,0
- 1955 – 7. Stefan Lewandowski, 3:43,4
- 1958 – 8-10. Stefan Lewandowski, 3:41,1
- 1959 – 5. Stefan Lewandowski, 3:41,0
- 1961 – 2. Witold Baran, 3:40,0
- 1962 – 5. Witold Baran, 3:40,8
- 1963 – 8. Witold Baran, 3:40,5
- 1964 – 5. Witold Baran, 3:38,9
- 1969 – 4. Henryk Szordykowski, 3:38,2
- 1970 – 5. Henryk Szordykowski, 3:38,8
- 1971 – 7. Henryk Szordykowski, 3:38,7

### kobiety
- 1981 – 5. Anna Bukis, 3:59,67
- 1995 – 7. Anna Brzezińska, 4:03,75
- 1999 – 7. Lidia Chojecka, 4:01,36
- 1999 – 8. Anna Jakubczak, 4:01,43
- 2000 – 5. Lidia Chojecka, 3:59,22
- 2004 – 7. Lidia Chojecka, 3:59,27
- 2004 – 8. Anna Jakubczak, 4:00,15
- 2005 – 9. Anna Jakubczak, 4:00,59

## Polacy w rankinguTrack & Field News

### mężczyźni
- 1959: 4. Stefan Lewandowski
- 1961: 5. Witold Baran
- 1962: 7. Witold Baran
- 1964: 6. Witold Baran
- 1968: 6. Henryk Szordykowski
- 1969: 3. Henryk Szordykowski
- 1970: 3. Henryk Szordykowski
- 1971: 5. Henryk Szordykowski

### kobiety
- 1981: 9. Anna Bukis
- 1995: 7. Anna Brzezińska
- 1999: 8. Lidia Chojecka
- 1999: 9. Anna Jakubczak
- 2000: 4. Lidia Chojecka
- 2001: 5. Lidia Chojecka
- 2004: 6. Lidia Chojecka
- 2004: 9. Wioletta Frankiewicz
- 2006: 6. Lidia Chojecka